# Elizna Naudé
Elizna Naudé (ur. 14 września 1978) – południowoafrykańska lekkoatletka, która specjalizuje się w rzucie dyskiem.

## Osiągnięcia
- 6 medali mistrzostw Afryki:
  - Dakar 1998 – złoto
  - Radis 2002 – brąz
  - Brazzaville 2004 – złoto
  - Bambous 2006 – złoto
  - Addis Ababa 2008 – złoto
  - Nairobi 2010 – złoto
- 3 medale igrzysk afrykańskich:
  - Johannesburg 1999 – brązowy medal
  - Abudża 2003 – złoto
  - Algier 2007 – złoty medal, w finale Naudé ustanowiła aktualny rekord tej imprezy – 58,40 m
- 7. miejsce podczas pucharu świata (Johannesburg 1998)
- złoty medal Igrzysk Wspólnoty Narodów (Melbourne 2006)
- 8. lokata na pucharze świata (Ateny 2006)
- 7. miejsce w pucharze interkontynentalnym (Split 2010)

Naudé dwukrotnie reprezentowała RPA na igrzyskach olimpijskich. W obu przypadkach (Ateny 2004 & Pekin 2008) odpadała w eliminacjach (na obu imprezach sklasyfikowano ją ostatecznie na 20. pozycji).

## Rekordy życiowe
- rzut dyskiem – 64,87 (2007) do 2023 rekord Afryki